# Place du XXe-Siècle
La place du XXe-siècle ou place des Grands-Hommes ou place Hélios est une place publique située à Montpellier, en France.

## Situation et accès
La place du XXe siècle est un espace circulaire d'une soixantaine de mètres de diamètre, situé sur l'aile sud-ouest du centre commercial Odysseum, dans le quartier de Port Marianne, à l'est de Montpellier.

## Historique

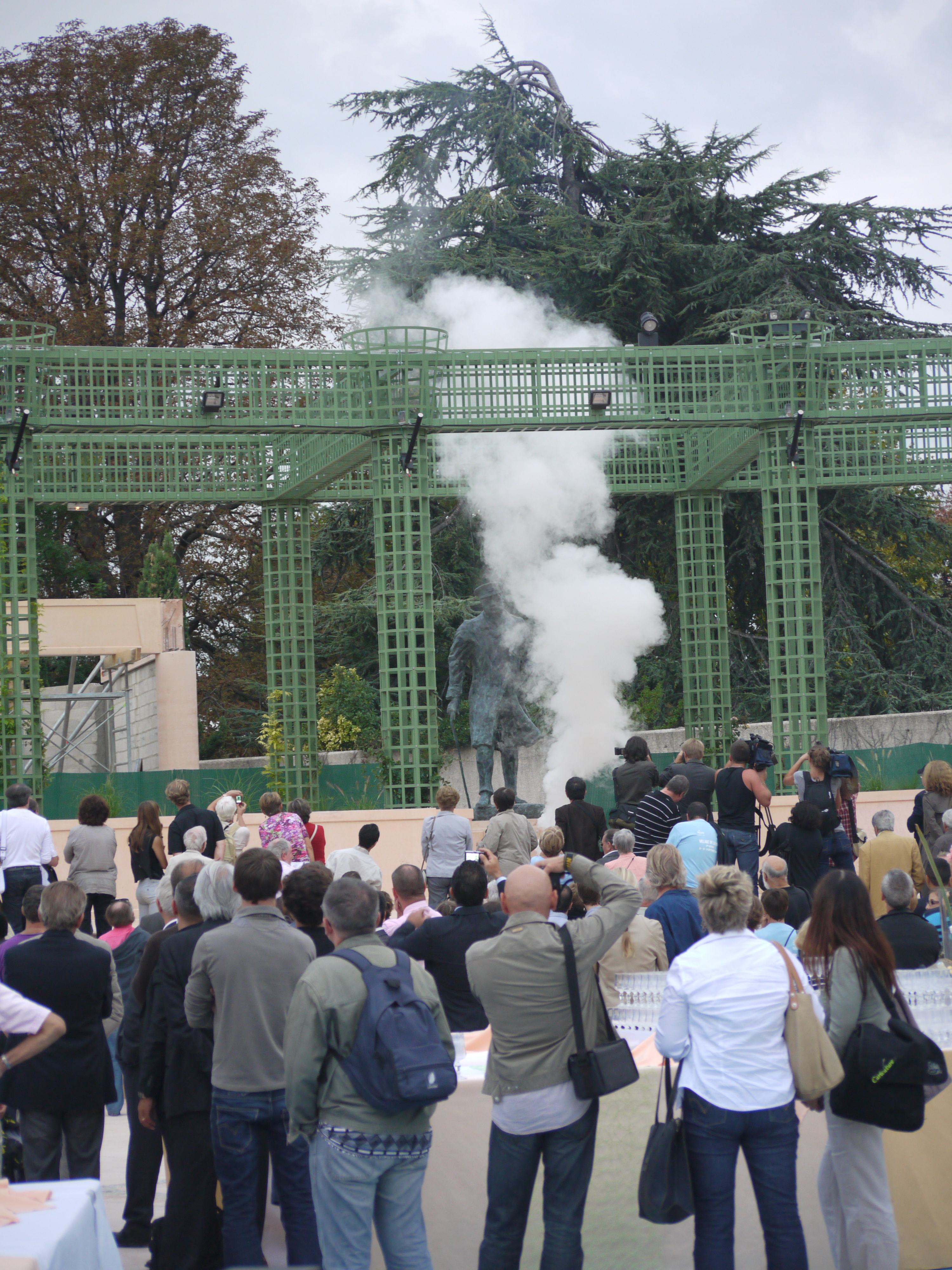
Inauguration de la statue de Winston Churchill sur la place du XXe siècle de Montpellier, le 17 septembre 2010.

La place est construite à la fin des années 2000 lors de l'aménagement du site. Le 17 septembre 2010, Georges Frêche, ex-maire de Montpellier et président de la région et conseiller municipal à la mairie de Montpellier, inaugure cinq des statues (Churchill, De Gaulle, Jaurès, Lénine et Roosevelt). Retardées à cause de la mort soudaine de Frêche en 2010, les cinq autres statues sont inaugurées le 24 juillet 2012,,.
Frêche avait envisagé jusqu'à quinze statues et prévoyait l'ajout de Pancho Villa, Léopold Sédar Senghor, Deng Xiaoping, Lula et Staline, ce dernier en revanche suscita des réactions houleuses,.
Selon les termes de Georges Frêche, les statues ne sont pas censées glorifier les individus qu'elles représentent, mais symbolisent des idéologies marquantes du XXe siècle. Toutefois, la présence de certaines représentations, particulièrement Mao Zedong et Lénine, fait scandale,.

## Bâtiments remarquables et lieux de mémoire
Elle est connue pour accueillir des statues représentants des personnalités historiques du XXe siècle mais en suscitant la controverse.
Le pourtour de la place comporte un portique sous lequel sont installées 10 statues de personnalités politiques ayant marqué le XXe siècle, œuvres de François Cacheux (1923-2011) :
- Winston Churchill
- Mohandas Gandhi
- Charles de Gaulle
- Jean Jaurès
- Lénine
- Mao Zedong
- Golda Meir
- Nelson Mandela
- Gamal Abdel Nasser
- Franklin Delano Roosevelt

La statue de Mao est la seule existante dans le monde en dehors de la Chine.

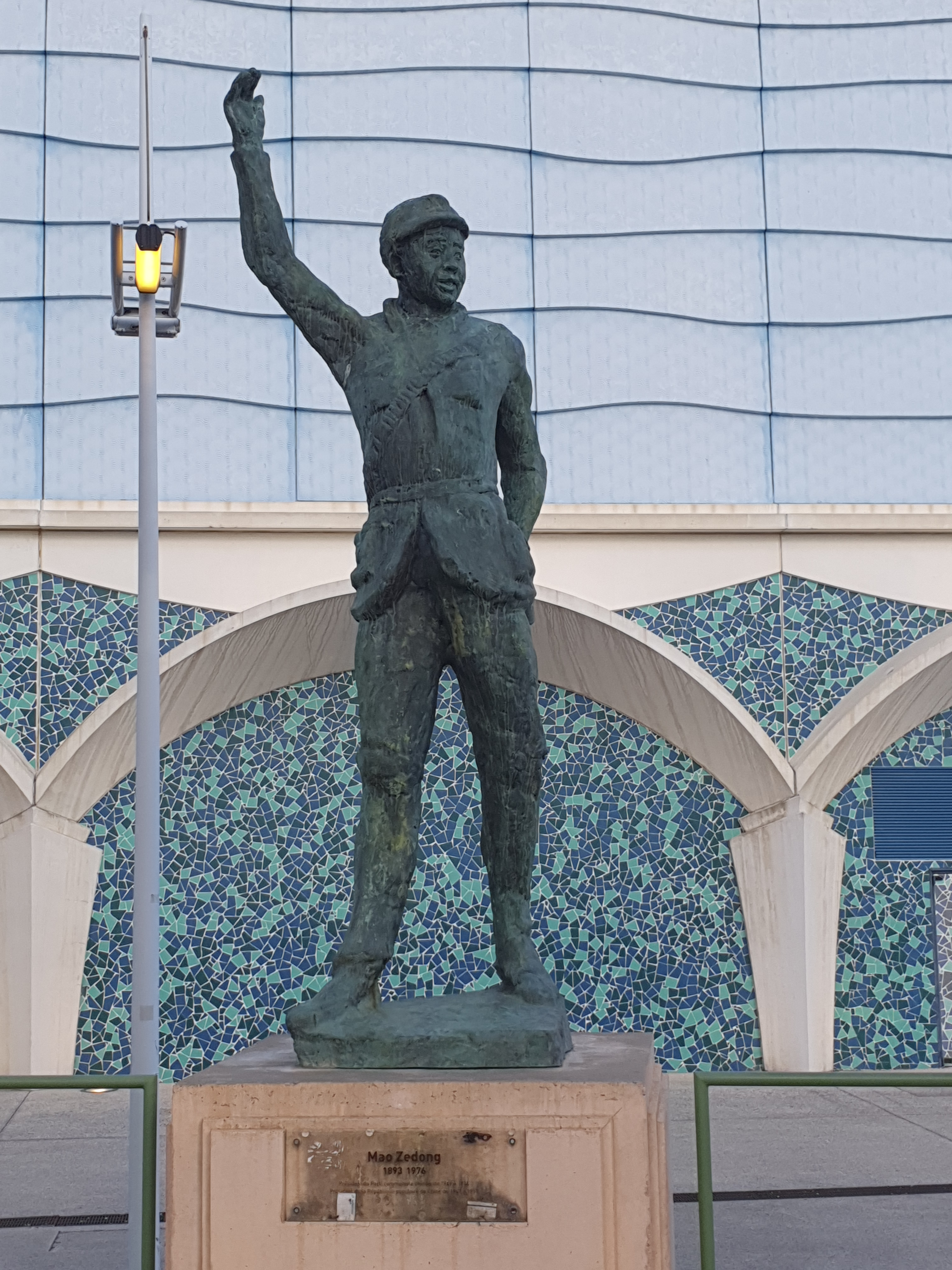
Statue de Mao Zedong.

### Demande de retrait de la statue de Lénine
À la suite de l'installation de la statue de Lénine en 2010, soit moins d'un an après l'instauration, par l'OSCE, de la Journée européenne de commémoration des victimes du stalinisme et du nazisme, un groupe de 70 députés européens incluant l'ancien Président de Lituanie, Vytautas Landsbergis dont le pays a été annexé par l'URSS jusqu'en 1991 (voir République socialiste soviétique de Lituanie), a adressé une pétition, à la municipalité de Montpellier, demandant le retrait de ce monument perçu comme « une insulte aux victimes des répressions soviétiques ».